# 신유리가오카역
신유리가오카역(일본어: 新百合ヶ丘駅)은 일본 가나가와현 가와사키시 아사오구에 위치한 오다큐 전철의 철도역이다. 역 번호는 OH 23이다.

## 승강장
섬식 승강장 3면 6선 구조의 철도역이며 개찰은 승강장 위에 있다.
1·2번 승강장, 3·4번 승강장, 5·6번 승강장이 각각 섬식 승강장이다.

### 타는 곳
| 승강장  | 노선       | 방향                         | 방면                                       | 비고                                                                  |
| ------- | ---------- | ---------------------------- | ------------------------------------------ | --------------------------------------------------------------------- |
| 1       | 오다와라선 | 하행                         | 오다와라·가타세에노시마 방면               |                                                                       |
| 2       | 오다와라선 | 하행                         | 오다와라·가타세에노시마 방면               |                                                                       |
| 다마 선 | -          | 오다큐타마센터·가라키다 방면 | 오다와라선에서 직결 운행하는 열차가 사용함 |                                                                       |
| 다마 선 | -          | 오다큐타마센터·가라키다 방면 | 3·4                                        | 오다와라 선으로부터 직결 운행하는 각역정차 열차는 3번 승강장을 사용함 |
| 5·6     | 오다와라선 | 상행                         | 신주쿠·지요다선 방면                       | 다마선에서 오는 열차는 5번 승강장을 사용함                            |

## 역세권 정보
- 아사오구청
- 이온 신유리가오카 점(ja)

## 역사
- 1974년 6월 1일: 영업 개시.

## 화량

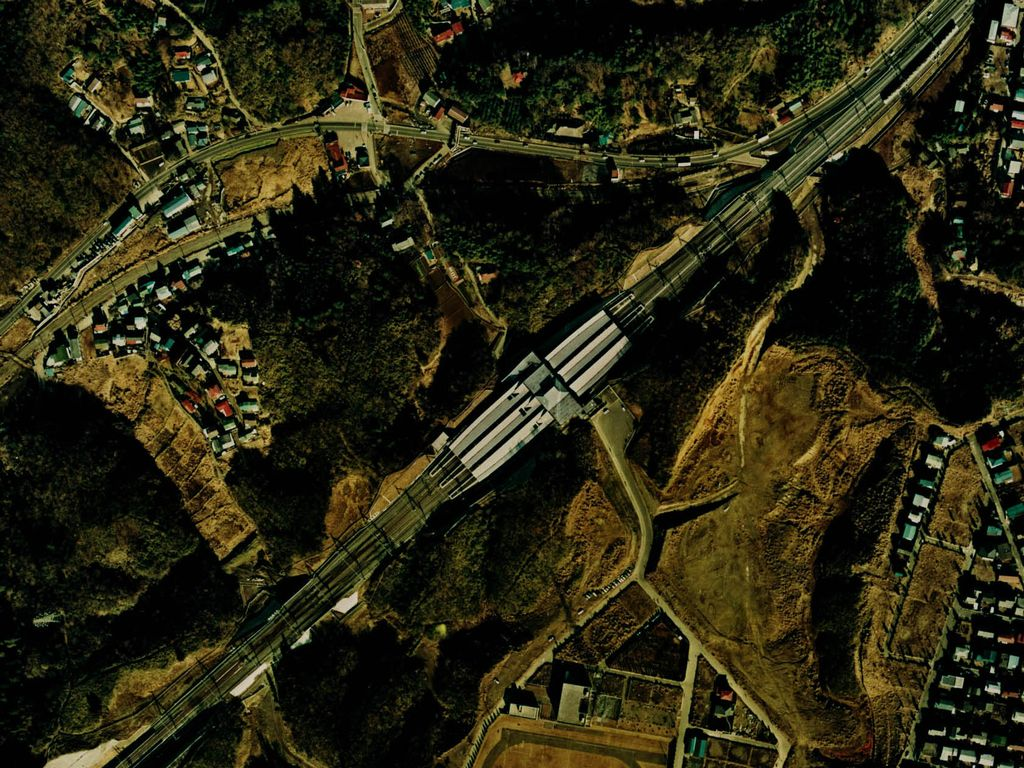
영업을 개시한 1974년 시점 신유리가오카 역 주변을 촬영한 위성 사진(일본 국토교통성에서 제공함)
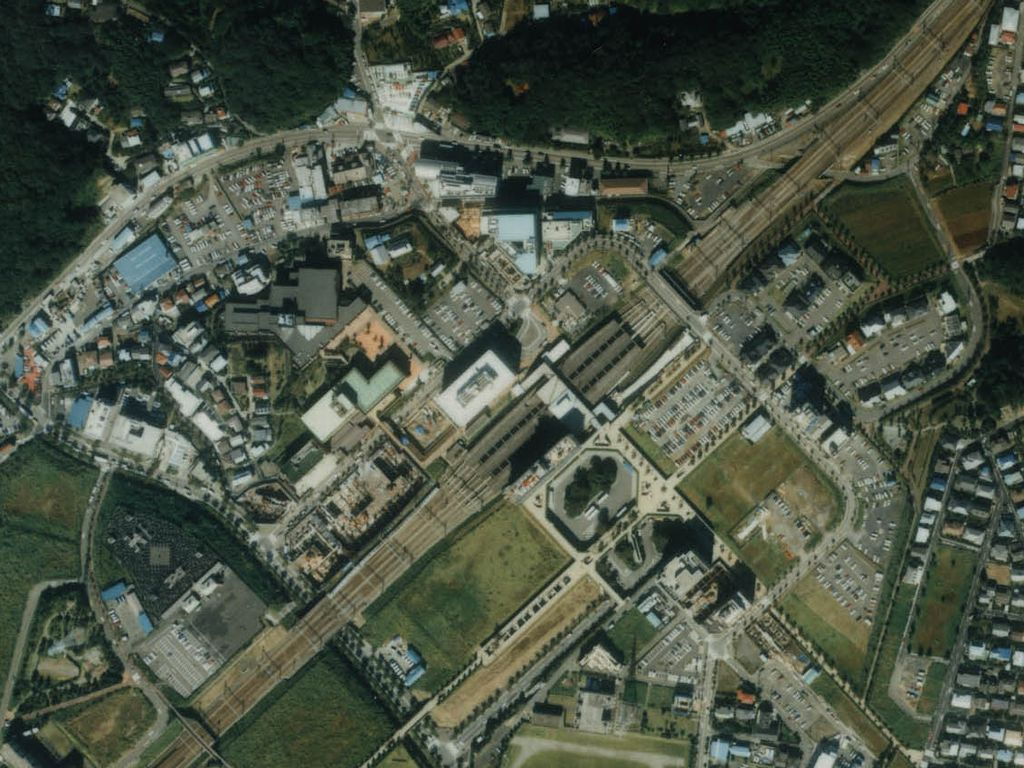
영업을 개시한 지 15년 후 1989년 시점 신유리가오카 역 주변을 촬영한 위성 사진(일본 국토교통성에서 제공함)

## 인접역
| 오다큐 오다와라선                       | 오다큐 오다와라선 | 오다큐 오다와라선                     |
| --------------------------------------- | ----------------- | ------------------------------------- |
| OH 18 노보리토 신주쿠 방면              | ■ 쾌속급행        | 마치다 OH 27 후지사와·오다와라 방면   |
| OH 19 무코가오카유엔 신주쿠 방면        | □ 통급급행        | 다마선에서 직결 운행 (하행 열차 없음) |
| OH 19 무코가오카유엔 신주쿠·아야세 방면 | ■ 급행            | 마치다 OH 27 후지사와·오다와라 방면   |
| OH 22 유리가오카 아야세 방면            | □ 통근준급        | 가키오 OH 24 (하행 열차 없음)         |
| OH 22 유리가오카 아야세 방면            | ■ 준급            | 가키오 OH 24 오다와라 방면            |
| OH 22 유리가오카 신주쿠 방면            | ■ 각역정차        | 가키오 OH 24 후지사와·오다와라 방면   |
| 오다큐 다마선                           |                   |                                       |
| 오다와라선 신주쿠 방면으로 직결 운행    | ■ 쾌속급행        | 구리히라 OT 02 가라키다 방면          |
| 오다와라선 신주쿠 방면으로 직결 운행    | □ 통급급행        | 구리히라 OT 02 (하행 열차 없음)       |
| 오다와라선 신주쿠 방면으로 직결 운행    | ■ 급행 ■ 각역정차 | 사쓰키다이 OT 01 가라키다 방면        |